# Вятское сельское поселение (Новгородская область)
Вятское сельское поселение — муниципальное образование в Пестовском муниципальном районе Новгородской области России.
Административный центр — деревня Вятка, расположенная в 25 км к югу от Пестова и в 355 км от областного центра — города Великий Новгород.

## География
Поселение расположено в южной части Пестовского муниципального района, рядом с границей с Тверской областью. Площадь территории сельского поселения — 10 060 га. По всероссийской переписи населения 2010 года население в поселении — 537 человек (241 мужчина и 296 женщин).

## История
На начало XX века территория нынешнего поселения находилась в составе Охонской и Барсанихской волостей Устюженского уезда Новгородской губернии, а также Никольской волости Весьегонского уезда Тверской губернии, в том числе и нынешняя Вятка. Постановлением НКВД РСФСР от 10 июня 1918 года, по ходатайству делегатов от северо-восточных уездов Новгородской губернии на Демократическом съезде Советов 10-13 мая 1918 года, была образована Череповецкая губерния РСФСР и Устюженский уезд вошёл в её состав.
В августе 1927 года в новообразованный Пестовский район Череповецкого округа Ленинградской области вошли, в числе прочих сельсоветы из упразднённого Устюженского уезда Череповецкой губернии: Гуськовсковский, Карело-Пестовский и Репшино-Горский. С ноября 1928 года Карело-Пестовский и Репшино-Горский сельсоветы были присоединены к Гуськовскому сельсовету. C 14 января 1929 года в составе Семытинского сельсовета (с центром в Семытино) Михайловского района Бежецкого округа Центрально-Промышленной области, которая 3 июня 1929 года была переименована в Московскую область, входили деревни Авдеево, Иваньково, Новинка, Требесово и Федово. По постановлению ЦИК и СНК СССР от 23 июля 1930 года Бежецкий и Череповецкий округа были упразднены, а районы перешли в прямое подчинение соответственно Леноблисолкому и Мособлисполкому. По постановлению Президиума ВЦИК от 12 сентября 1930 года Семытинский сельсовет перечислен в Пестовский район Ленинградской области. По Указу Президиума Верховного Совета СССР от 5 июля 1944 года Пестовский район был передан из Ленинградской области во вновь образованную Новгородскую область. Решением Пестовского райисполкома № 26 от 28 января 1955 года из
Семытинского сельсовета деревни Авдеево, Иваньково, Новинка, Теребесово, Федово были переведены в Гуськовский сельсовет. Во время неудавшейся всесоюзной реформы по делению на сельские и промышленные районы и парторганизации, в соответствии с решениями ноябрьского (1962 года) пленума ЦК КПСС «о перестройке партийного руководства народным хозяйством» с 10 декабря 1962 года был образован, в числе прочих, крупный Пестовский сельский район на территории Дрегельского, Пестовского и Хвойнинского районов. Гуськовский и Семытинский сельсоветы вошли в состав этого района, а 1 февраля 1963 года административный Пестовский район в числе прочих был упразднён. Пленум ЦК КПСС, состоявшийся 16 ноября 1964 года восстановил прежний принцип партийного руководства народным хозяйством, после чего Указом Верховного Совета РСФСР от 12 января 1965 года сельские районы были преобразованы вновь в административные районы и решением Новгородского облисполкома № 6 от 14 января 1965 года Гуськовский и Семытинский (включающий Авдеево, Иваньково, Новинка, Теребесово, Федово) сельсоветы в составе Пестовского района, но решением Новгородского облисполкома № 439 от 27 августа 1965 года в Гуськовский сельсовет из Семытинского сельсовета были повторно переданы населѐнные пункты Авдеево,Иваньково, Новинка, Требесово, Федово. Решением Новгородского облисполкома № 108 от 9 марта 1971 года центр Гуськовского сельсовета был перенесён из деревни Гуськи в Вятку. Решением облисполкома № 469 от 17 октября 1977 года была снята с регистрации деревня Иваньково, а Решением Новгородского облисполкома № 187 от 5 мая 1978 года Гуськовский сельсовет был переименован в Вятский сельсовет.
С принятием Российского закона от 6 июля 1991 года «О местном самоуправлении в РСФСР» и Указа Президента Российской Федерации от 9 октября 1993 года «О реформе представительных органов власти и органов местного самоуправления в Российской Федерации» деятельность Вятского сельского Совета была досрочно прекращена. Позднее была образована образована Администрация Вятского сельсовета (Вятская сельская администрация). По результатам муниципальной реформы, с 2005 года образовано муниципального образования — Вятское сельское поселение Пестовского муниципального района (местное самоуправление), по административно-территориальному устройству населённые пункты которого подчинены администрации Вятского сельского поселения Пестовского района. В 2012 году Новгородская областная дума (постановлением № 50-5 ОД от 25.01.2012) постановила уведомить Правительство Российской Федерации об упразднении в числе прочих Вятского сельсовета Пестовского района.

## Население
| 2010 | 2012 | 2013 | 2014 | 2015 | 2016 | 2017 |
| ---- | ---- | ---- | ---- | ---- | ---- | ---- |
| 537  | ↗547 | ↘545 | ↘544 | ↘537 | ↘506 | ↘496 |
| 2021 |      |      |      |      |      |      |
| ↗519 |      |      |      |      |      |      |

## Состав сельского поселения
| №  | Населённый пункт   | Тип населённого пункта          | Население |
| -- | ------------------ | ------------------------------- | --------- |
| 1  | Авдеево            | деревня                         | 9         |
| 2  | Алексеиха          | деревня                         | 16        |
| 3  | Быково             | деревня                         | 0         |
| 4  | Вятка              | деревня, административный центр | 391       |
| 5  | Горка              | деревня                         | 14        |
| 6  | Гуськи             | деревня                         | 20        |
| 7  | Карельское Пестово | деревня                         | 11        |
| 8  | Новинка            | деревня                         | 59        |
| 9  | Сидорово           | деревня                         | 2         |
| 10 | Требесово          | деревня                         | 0         |
| 11 | Федово             | деревня                         | 10        |
| 12 | Эваново            | деревня                         | 5         |

## Экономика и социально значимые объекты
Колхоз «Рационализатор», МОУ «Начальная школа-детский сад деревни Вятка», Вятский сельский дом культуры, сельская библиотека, фельдшерско-акушерский пункт, почтовое отделение, магазин Пестовского райпо, частный магазин, лавка на дому, действующий православный храм «Введение во храм Пресвятой Богородицы».

## Люди связанные с Вятским сельским поселением
- Зябликова, Евгения Фёдоровна — Герой Социалистического Труда, с 1950 по 1975 год была директором совхоза-«миллионера» «Рационализатор», также награждена орденом «Знак почёта», Трудового Красного Знамени, Октябрьской революции и орденом Ленина, «Почётный гражданин Пестовского района» с 2001 года